# Стиглер, Стивен
Стивен Мак Стиглер (анг. Stephen Mack Stigler, 10 августа 1941, Миннеаполис, Миннесота, США) — профессор факультета статистики Чикагского университета. Автор нескольких книг по истории статистики.

## Биография
Стиглер родился в 1941 году Миннеаполисе в семье экономиста Джорджа Стиглера, удостоенного в 1982 премии по экономике памяти Альфреда Нобеля.
В 1967 году Стивен Стиглер получил докторскую степень в Калифорнийском университете в Беркли. Его диссертация была посвящена линейным функциям порядковой статистики, консультировал его знаменитый статистик Люсьен Ле Кам. Его исследования были сосредоточены на статистической теории робастности (устойчивости результатов статистики к помехам) и на истории статистики. В широких кругах он известен тем, что сформулировал закон Стиглера, утверждение о том, что никакое научное открытие не названо по имени человека, который первым исследовал явление, лежащее в основе этого открытия.
До 1979 года Стиглер преподавал в Висконсинском университете, а затем перешёл в Чикагский университет. В 2006 году он был избран членом Американского философского общества, а до 1994 года был президентом Института математической статистики.
Стивен Стиглер написал о Милтоне Фридмане, лауреате премии по экономике памяти Альфреда Нобеля 1976 года, который был другом его отца, Джорджа Стиглера.

## Закон Стиглера
Стиглер также известен сформулированным им законом Стиглера об эпонимии, который гласит, что никакое научное открытие не названо в честь его первоначального исследователя. Закон Стиглера справедлив в применении к самому себе. Первая формулировка закона эпонимии приписывается социологу Роберту К. Мертону.

### Книги
- The History of Statistics: The Measurement of Uncertainty before 1900 (англ.). — Cambridge, MA: Harvard University Press, 1986. — ISBN 978-0-6744-0341-3.
- Statistics on the Table: The History of Statistical Concepts and Methods (англ.). — Cambridge, MA: Harvard University Press, 1999. — ISBN 978-0-6740-0979-0.
- The Seven Pillars of Statistical Wisdom. — Cambridge, MA: Harvard University Press, 2016. — ISBN 978-0-6740-8891-7.
- Casanova's Lottery[англ.]

Редактированные книги
- Stigler, S. M. American Contributions to Mathematical Statistics in the Nineteenth Century (2 Vols.) (англ.). — New York: Arno Press, 1980. — ISBN 978-0-4051-2590-4.
- Stigler, S. M. R. R. Bahadur's Lectures on the Theory of Estimation (Lecture Notes-Regional Monograph Series, Vol. 39) (англ.). — Beachwood, OH: Institute for Mathematical Statistics, 2002. — ISBN 978-0-9406-0053-9.

### Избранные статьи
- Gergonne, J. D. The application of the method of least squares to the interpolation of sequences (translated by Ralph St. John and S. M. Stigler) (англ.) // Historia Mathematica : journal  / Ralph St. John and S. M. Stigler. — 1974. — Vol. 1, no. 4. — P. 439—447. — doi:10.1016/0315-0860(74)90034-2.
- Stigler, Stephen M. Gergonne's 1815 paper on the design and analysis of polynomial regression experiments (англ.) // Historia Mathematica[англ.] : journal. — 1974. — Vol. 1, no. 4 <!——. — P. 431—439. — doi:10.1016/0315-0860(74)90033-0.
- Stigler, Stephen M. Mathematical statistics in the early States (англ.) // Annals of Statistics[англ.] : journal. — 1978. — March (vol. 6, no. 2). — P. 239—265. — doi:10.1214/aos/1176344123. — JSTOR 2958876.
  - Stigler, Stephen M. Mathematical Statistics in the Early States // American Contributions to Mathematical Statistics in the Nineteenth Century, Volumes I & II (англ.) / Stephen M. Stigler. — New York: Arno Press, 1980. — Vol. I.
  - Stigler, Stephen M. Mathematical Statistics in the Early States // A Century of Mathematics in America / Peter Duren. — Providence, RI: American Mathematical Society, 1989. — Т. III. — С. 537—564.
- Stigler, Stephen M. Francis Ysidro Edgeworth, statistician (англ.) // Journal of the Royal Statistical Society, Series A[англ.] : journal. — 1978. — Vol. 141, no. 3. — P. 287—322. — doi:10.2307/2344804. — JSTOR 2344804.
- Stigler, S. M. (1980). Stigler’s law of eponymy. Transactions of the New York Academy of Sciences, 39: 147-58 (Merton Frestschrift Volume, F. Gieryn (ed))
- Stigler, Stephen M. Who discovered Bayes's theorem? (англ.) // The American Statistician[англ.] : journal. — 1983. — November (vol. 37, no. 4). — P. 290—296. — doi:10.2307/2682766. — JSTOR 2682766.
- Stigler, Stephen M. A Historical View of Statistical Concepts in Psychology and Educational Research (англ.) // American Journal of Education[англ.] : journal. — 1992. — November (vol. 101, no. 1). — P. 60—70. — doi:10.1086/444032.